# Scuola di Lione

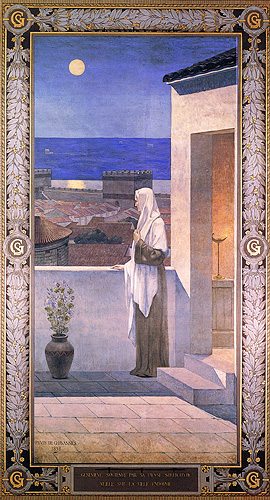
Puvis de Chavannes
S. Genoveffa veglia su Parigi

Con Scuola di Lione si intende un gruppo di artisti di cui uno dei fondatori fu Pierre Révoil, esponente dello stile troubadour.

## Storia
La scuola di Lione si formò negli anni 1810 e, all'inizio, comprendeva, oltre a pittori che aderivano alla corrente dei Trovatori, anche paesaggisti, nonché pittori dei fiori, assai vicini a quelli che disegnavano motivi floreali per la produzione di sete decorate.
Al Salon del 1819, anno in cui la Scuola di Lione fu identificata per la prima volta, essa fu descritta come una corrente che aveva «uno stile curato e una esecuzione fine e brillante».
La Scuola di Lione si definì negli anni 1830, come un movimento ispirato alle correnti mistiche e illuministe lionesi. Il gruppo, rappresentato da Victor Orsel, Louis Janmot e Hippolyte Flandrin fu qualificato da Charles Baudelaire come "la galera della pittura".
Tuttavia questa corrente pittorica, assai prossima ai preraffaelliti britannici, aveva nobili fondamenti, poiché si ispirava principalmente a temi filosofici, morali e religiosi. Riconosciuta al Salon del 1819, fu resa ufficiale nel 1851, quando fu realizzata una galleria di pittori lionesi all'interno del Museo di Belle Arti di Lione. Essa, che sopravvisse solo per una parte del XIX secolo, si estinse con l'opera di Pierre Puvis de Chavannes.
N. B. Esiste anche una "Scuola di Lione" letteraria.

## Rappresentanti principali
- Pittura ritrattistica, storica e religiosa: Tony Tollet (1857-1953)
- Pittura storica: Pierre Révoil (1776-1842), Fleury-François Richard (1777-1852), Claudius Jacquand... (1803-1878)
- Pittura floreale: Antoine Berjon (1754-1843), Déchazelle, Augustin Thierriat (1789-1870), Simon Saint-Jean (1808-1860), Adolphe-Louis Dégrange, detto Castex-Dégrange... (1840-1918)
- Pittura di animali: Jacques Barraband (1768-1809)
- Pittura di genere: Claude Bonnefond (1796-1860), Michel-Philibert Genod... (1795-1862)
- Pittura religiosa: Victor Orsel (1795-1850), Louis Janmot... (1814-1892)
- Pittura romantica: Joseph Guichard (1806-1880), Jean Seignemartin (1848-1875), Jean Bellet du Poisat (1823-1883)
- Pittura simbolista: Pierre Puvis de Chavannes (1824-1898), Alexandre Séon (1855-1917)
- Pittura paesaggistica: Louis Hector François Allemand (1809-1886), Adolphe Appian (1818-1898), Louis-Hilaire Carrand (1821-1899), François-Auguste Ravier... (1814-1895)
- Decorazioni religiose: Hippolyte Flandrin (1809-1864), Paul Chenavard (1807-1895), Jean-Baptiste Frénet (1814-1889)

## Mostre
- Puvis de Chavannes et la peinture lyonnaise du XIXe siècle, - Museo di belle arti di Lione, 1937.
- La peinture lyonnaise du XVIe au XIXe siècle, - Museo di Belle arti di Lione, 1948.
- Le Temps de la peinture : Lyon 1800-1914, - Museo di Belle arti di Lione, dal 20 aprile al 30 luglio 2007.

## Galleria d'immagini

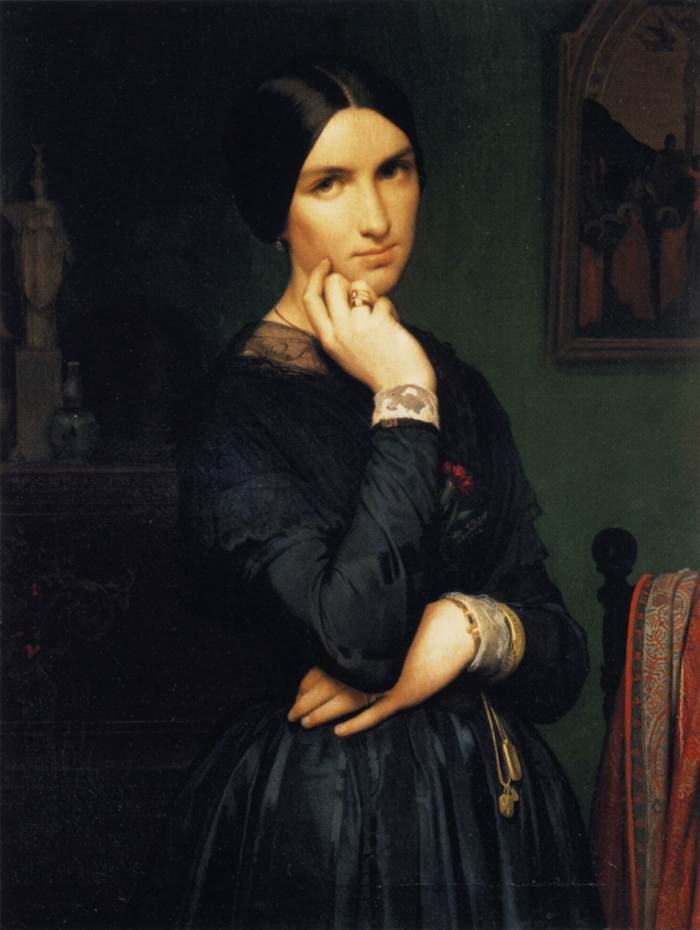
Hippolyte Flandrin Ritratto della moglie
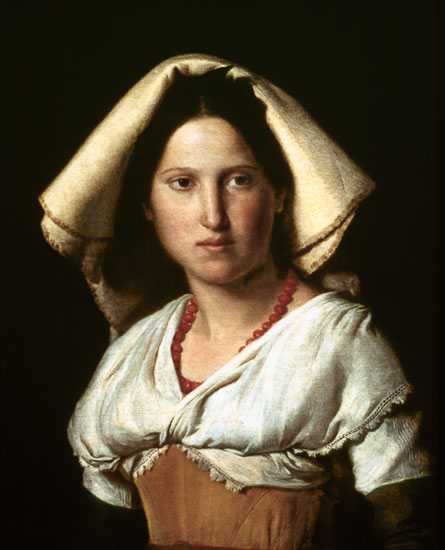
Victor Orsel Vittoria Caldoni
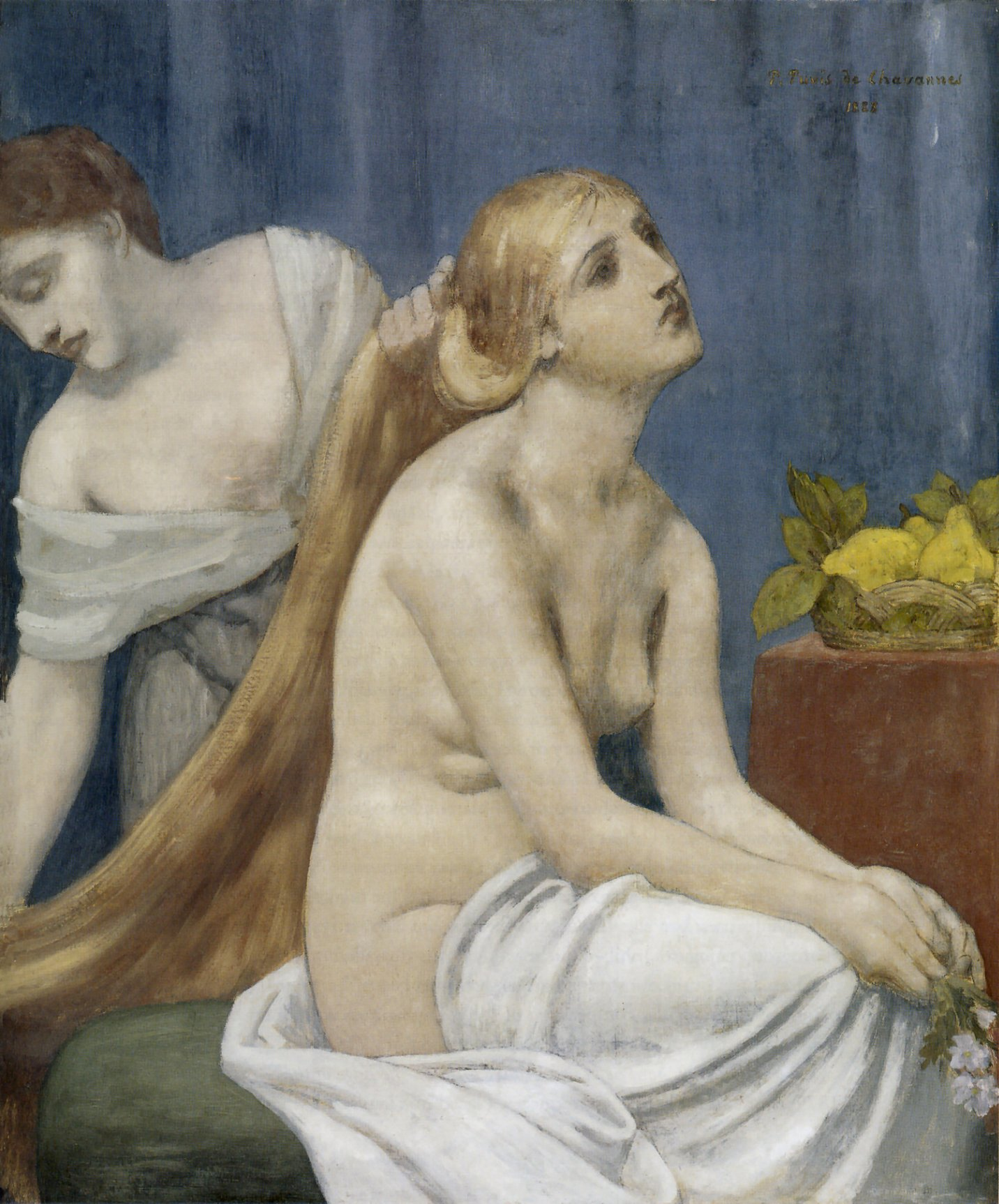
Puvis de Chavannes La toeletta
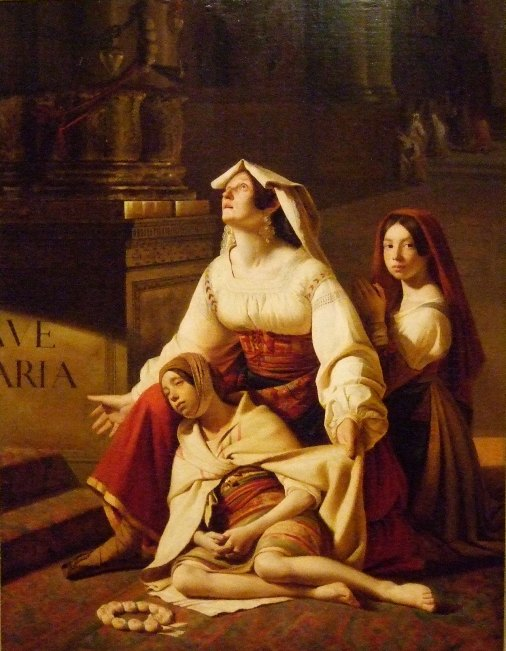
Claude Bonnefond Il voto

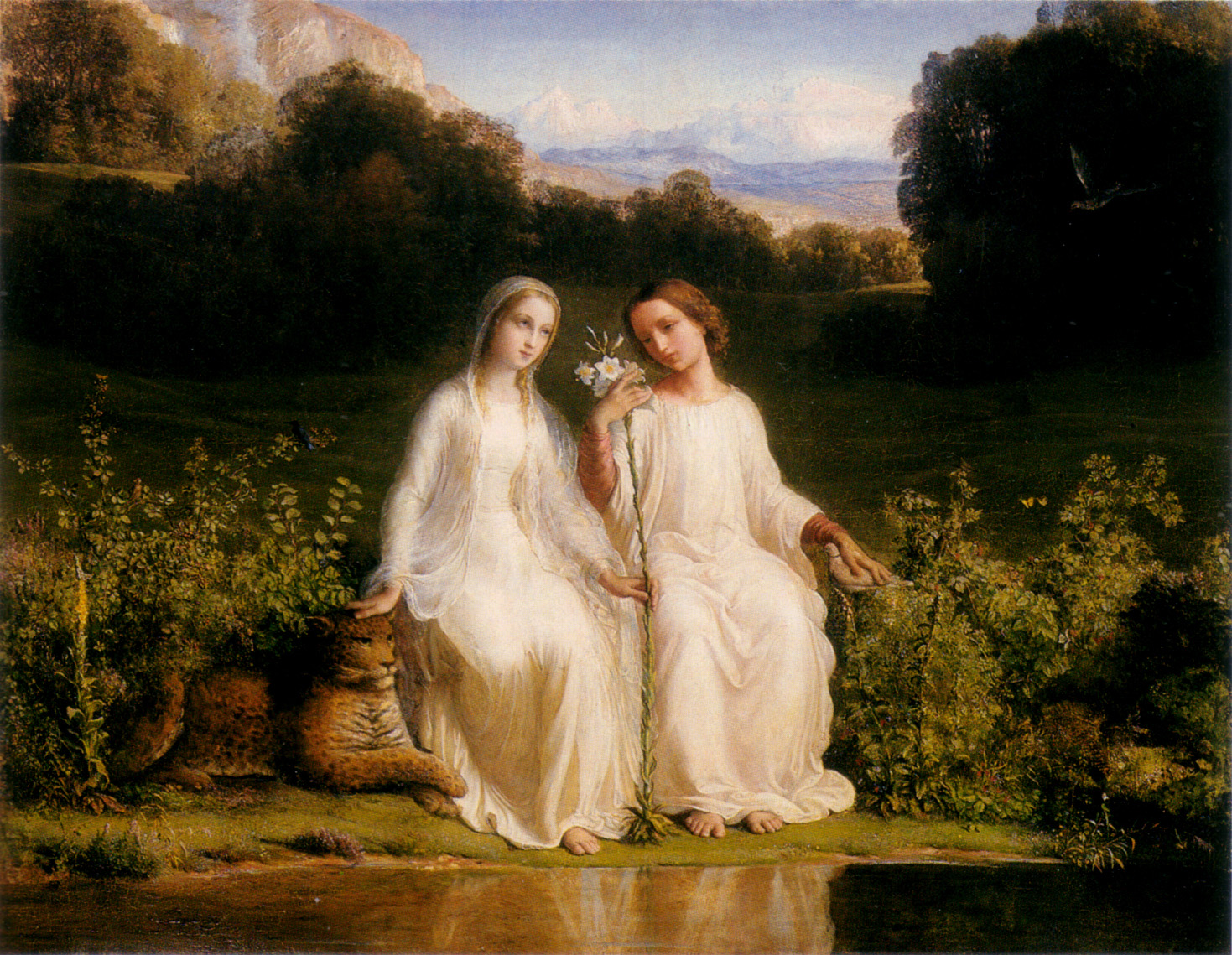
Louis Janmot Verginità
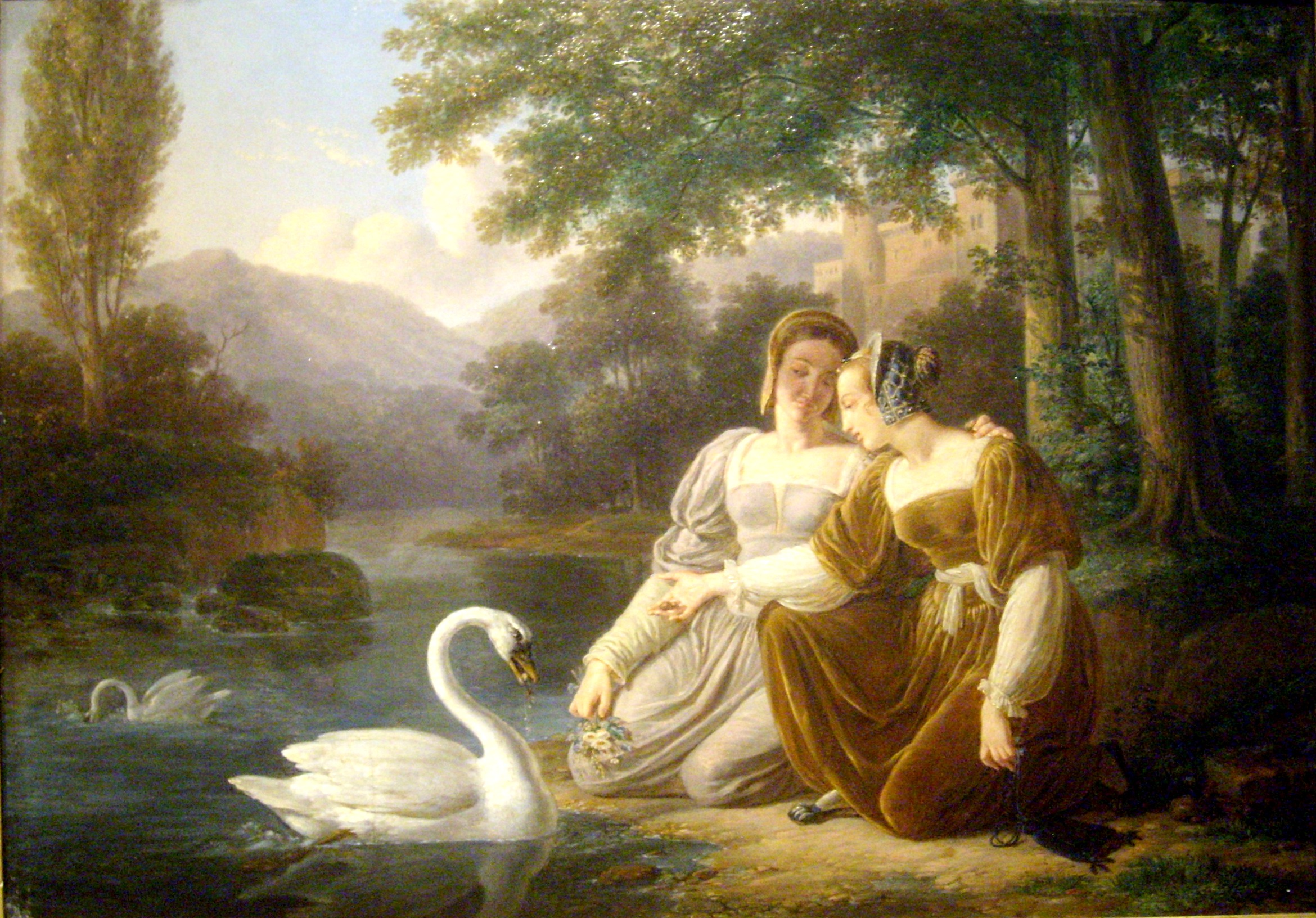
Pierre Révoil Due castellane
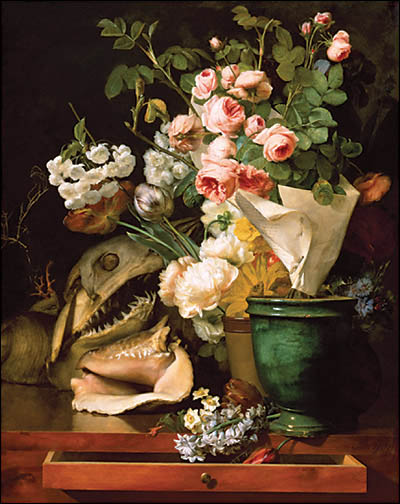
Antoine Berjon Natura morta con fiori
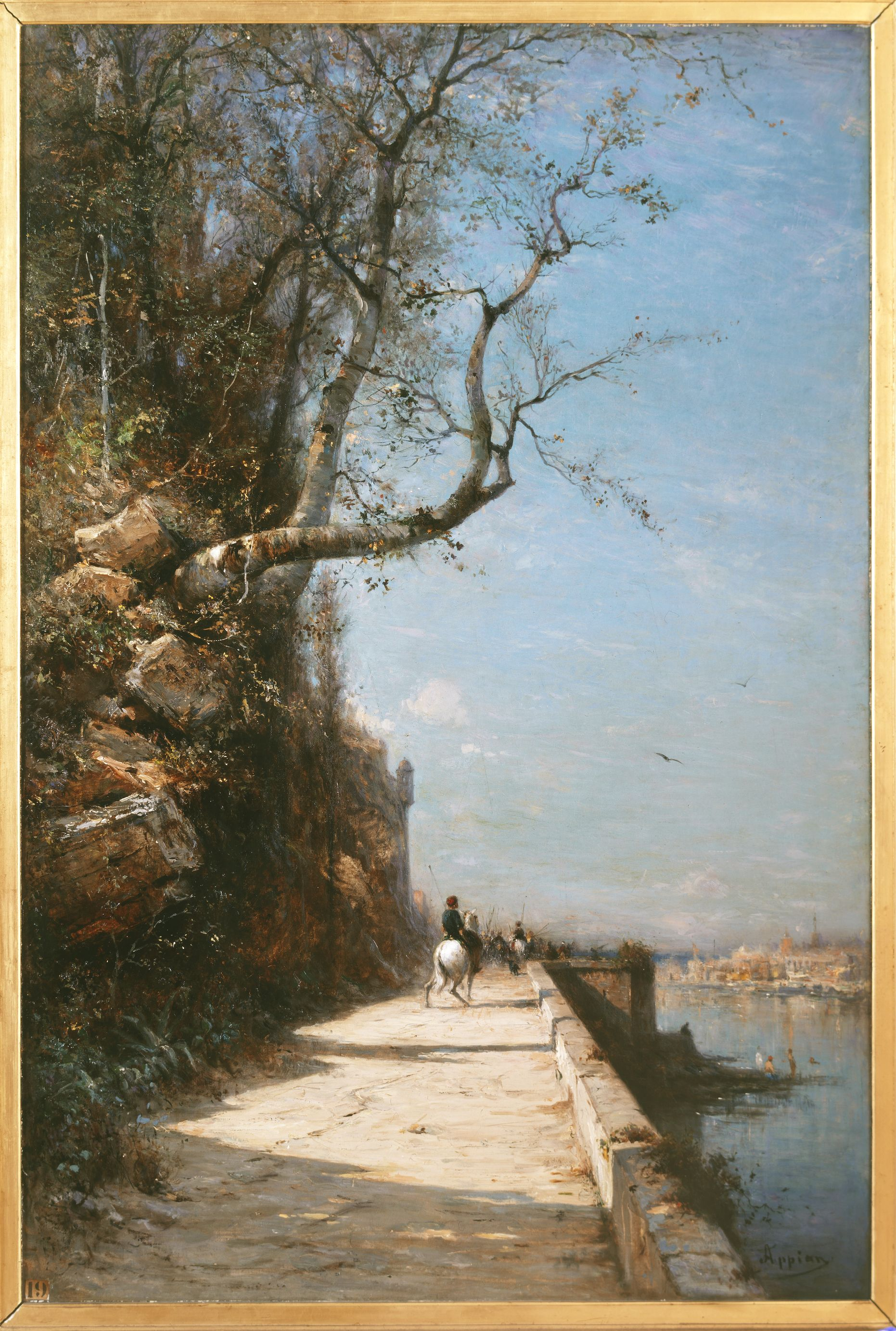
Adolphe Appian Strada nei pressi di Genova